# Hulikatti Kariyat Ambadagatti, Sampgaon
Hulikatti Kariyat Ambadagatti là một làng thuộc tehsil Sampgaon, huyện Belgaum, bang Karnataka, Ấn Độ.